# Theory of evolution
『Theory of evolution』（セオリー・オブ・エボリューション）は、イヤホンズの3枚目のアルバム。2020年7月22日発売。発売元はEVIL LINE RECORDS。

## 概要
通称「セボション」。
6thシングル『チュラタ チュラハ』から約1年ぶりの新譜であり、アルバム発売は前作『Some Dreams』から約2年半ぶりとなり、イヤホンズのデビュー5周年を記念したアルバムでもある。また、メンバーの高野麻里佳が所属事務所をマウスプロモーションから青二プロダクションへ移籍してから初めてのイヤホンズとしてのCD発売となる。
『音楽の進化論』をテーマとしており、収録曲は完全新作の楽曲の他に、過去に発表した楽曲の "進化版"（リアレンジ・新録バージョン）とアルバム未収録の6thシングル『チュラタ チュラハ』収録曲（うち1曲は新録バージョン）を含めた全8曲となっており、歴代アルバムと比べ収録曲数は過去最少である。また既存の曲の新録バージョンやその原曲を収録している点では、オリジナル・アルバム、セルフカバーアルバム、ベスト・アルバムなどの要素が混合した企画アルバムとしての意味合いが強いとも言える。
販売形態は【初回限定 進化の過程盤】と【通常盤】に加え、EVIL LINE RECORDSの公式通販サイト限定販売（KING e-shop含む）で、メンバーらのコメンタリー映像が収録されたDVDが付属する【ELR STORE限定盤】がある。【初回限定 進化の過程盤】には【通常盤】と同様のCDのほか、今回リアレンジされた楽曲の原曲と、CD1収録の「循環謳歌」を構成している「忘却」「再生」の2曲が収録されている。

## 収録曲

### CD（全形態共通）
1. 記録
  - 作曲・編曲：三浦康嗣（□□□）
  - 本作のイントロダクションとも言える曲。音楽ナタリーによるイヤホンズへのインタビューの際に録音された素材を三浦康嗣によりカットアップされたもの。同じく三浦がプロデュースした楽曲「記憶」のインストゥルメンタルがBGMとして取り入れられており、また曲の最後には次に再生される曲である「記憶」へとスムーズに繋がるような演出がなされている。
  - メンバーの長久はラジオ番組『イヤホンズの三平方の定理』（音泉）にて「野沢雅子さん以来の「overture」（ではないか）」と述べている。
2. 記憶
  - 作詞・作曲・編曲：三浦康嗣（□□□）
  - BS11『どっぷりアプリ』2020年10月度EDテーマ
  - 本作のリード曲。記憶の手がかりとなる様々な生活音や環境音、そして3人それぞれのポエトリーリーディング、ラップ、ヒップホップ、歌唱を組み込んだナンバー。
  - プロデュースを担当した三浦は自身のTwitterで「□□□のアルバム『everyday is a symphony』を1曲に凝縮した」「前作『あたしのなかのものがたり』が演劇的だとしたら今作は映画的と言えるかもしれない」[4]と語っている。
  - 2021年12月3日より、ソニーの立体音響技術・360 Reality Audioに対応した音源がAmazon Music限定で配信開始。
3. 渇望のジレンマ
  - 作詞・作曲・編曲：月蝕會議
  - PS4・Nintendo Switch用ソフト『神獄塔 メアリスケルターFinale』主題歌
  - 『神獄塔 メアリスケルター』シリーズ第1作主題歌「予め失われた僕らのバラッド」、同じく第2作主題歌「ウィッチクラフト《テオフィルの奇蹟》」の要素を踏襲した新曲。曲の随所に「ウィッチクラフト《テオフィルの奇蹟》」の呪文と「予め失われた僕らのバラッド」の冒頭のセリフパートがサンプリングされ取り入れられているほか、大サビ前のフレーズの一部は「予め失われた僕らのバラッド」のイントロと同じメロディーラインとなっている。
4. チュラタ チュラハ
  - 作詞・作曲・編曲：月蝕會議
  - 文化庁主催『あにめたまご2019』参加作品 劇場アニメ『斗え! スペースアテンダントアオイ』主題歌
  - 6thシングル表題曲。アルバム初収録。本作で唯一、リアレンジを施されていない既存曲。
5. 背中のWING!!!
  - 作詞：渡邊亜希子／作曲：ツキダタダシ／編曲：月蝕會議
  - 2ndシングル『それが声優!』【それが声優!盤】カップリング曲のリアレンジバージョン。
  - 2020年7月より2021年8月まで、イヤホンズのインターネットラジオ番組『イヤホンズの三平方の定理』（音泉）のEDテーマとして採用された。
6. わがままなアレゴリー!!!
  - 作詞・作曲・編曲：月蝕會議
  - 配信限定シングル、および6thシングル『チュラタ チュラハ』カップリング曲「わがままなアレゴリー」のリアレンジバージョン。メインボーカル、ゴスペル調のコーラス、クラップ、そしてピアノのみで構成されており、よりウィンター・ソングの雰囲気が増したナンバーとなっている。
7. 循環謳歌
  - 作詞・作曲・編曲：月蝕會議
  - PS4・Nintendo Switch用ソフト『神獄塔 メアリスケルターFinale』ED主題歌。
  - 「忘却」「再生」の2曲が織り交ざり成り立っている合唱曲のような楽曲。それぞれの2曲は【初回限定 進化の過程盤】CD2『進化の過程CD』に収録されている。
8. 耳の中へ!!!
  - 作詞：あさのますみ／作曲：ヤマモトショウ／編曲：月蝕會議
  - デビュー曲「耳の中へ」のリアレンジバージョン。アルバム発売に先駆け、イヤホンズの5周年記念日となる2020年6月18日に配信限定シングルとしてリリースされている。また同月より2021年8月まで、イヤホンズのインターネットラジオ番組『イヤホンズの三平方の定理』（音泉）のOPテーマとして採用された。

### 【初回限定 進化の過程盤】（2CD）

#### CD2『進化の過程CD』
※楽曲タイトルに振られている日付は、その楽曲が初めて発売された日付を示している。
1. あたしのなかのものがたり/2018.3.14
  - 作詞・作曲・編曲：三浦康嗣（□□□）
  - 2ndアルバム『Some Dreams』収録曲。
2. 予め失われた僕らのバラッド/2016.10.5
  - 作詞：桑原永江／作曲・編曲：エンドウ.（GEEKS）
  - 4thシングル表題曲。アルバム収録は2ndアルバム『Some Dreams』以来2年ぶり。
  - PS Vita用ソフト『神獄塔 メアリスケルター』主題歌
3. ウィッチクラフト《テオフィルの奇蹟》/2018.3.14
  - 作詞・作曲・編曲：J・A・シーザー
  - 2ndアルバム『Some Dreams』収録曲。
  - PS4・Nintendo Switch用ソフト『神獄塔 メアリスケルター2』主題歌
4. 背中のWING/2015.7.22
  - 作詞：渡邊亜希子／作曲・編曲：ツキダタダシ
  - 2ndシングル『それが声優!』【それが声優!盤】カップリング曲。CDアルバムへの収録は初。
  - ニコニコ生放送 イヤホンズ密着ドキュメント番組『それがイヤホンズ!』テーマソング
5. わがままなアレゴリー/2018.11.28
  - 作詞・作曲・編曲：月蝕會議
  - 配信限定シングル、および6thシングル『チュラタ チュラハ』カップリング曲。アルバム初収録。
  - サンリオピューロランド『Puro Christmas 2018』イメージソング
6. 忘却/2020.7.22
  - 作詞・作曲・編曲：月蝕會議
7. 再生/2020.7.22
  - 作詞・作曲・編曲：月蝕會議
8. 耳の中へ/2015.6.18
  - 作詞：あさのますみ／作曲・編曲：ヤマモトショウ
  - デビューシングル。CDアルバム収録は1stアルバム『MIRACLE MYSTERY TOUR』以来5年ぶり。
  - 漫画『それが声優!』イメージソング、テレビアニメ『それが声優!』挿入歌・第6話ED主題歌

#### 【ELR STORE限定盤】（2CD+DVD）
メンバーによる本アルバムにまつわるコメンタリー映像を収録

##### Theory of evolution 〜イヤホンズ5周年の進化論〜
- Lesson1：自己紹介
- Lesson2：「Theory of evolution」収録楽曲について語っちゃおう
- Lesson3：「Theory of evolution」ってどんなアルバム？
- Lesson4：「Theory of evolution」について3人でトーク！

## EARPHONES Theory of evolution Online Show
2020年10月31日、本作を引っさげたオンラインライブイベントをZAIKOをプラットフォームとしリアルタイムで配信。新型コロナウイルスの感染状況を鑑みて、無観客・完全オンラインでの開催となった。
なお、今回はバックバンドやゲスト出演は一切なく、2016年の一周年記念ライブ『東京声優朝焼物語』以来4年ぶりとなるカラオケ音源を用いたパフォーマンスとなった。
2021年9月22日発売予定のコンセプトEP『identity』にて、本公演の映像を再編集した上で収録。
- 出演

イヤホンズ（高野麻里佳・高橋李依・長久友紀）
- 映像制作

ピンクじゃなくても
- セットリスト

M1. 記録
M2. 記憶
M3. あたしのなかのものがたり
M4. 渇望のジレンマ
M5. チュラタ チュラハ
M6. 背中のWING!!!
M7. わがままなアレゴリー!!!
M8. 循環謳歌
M9. 耳の中へ!!!
M10. 私でキマリ☆ → Magic of love → プロ根!〜地獄の一丁目特訓!の巻〜（スペシャルメドレー）
M11. サンキトウセン!